# Santa Grata regge il capo di sant'Alessandro martirizzato
Santa Grata regge il capo di sant'Alessandro martirizzato è un dipinto olio su tela del bergamasco Ponziano Loverini conservato nella pinacoteca dei Musei Vaticani della Città del Vaticano.

## Storia
Il dipinto fu ordinato al pittore gandinese nel 1886 in occasione dei cinquant'anni sacerdotali di papa Leone XIII quale dono da parte della curia vescovile di Bergamo nella persona del vescovo Gaetano Camillo Guindani. Il dipinto fu esposto nel 1888 nell'Expo vaticana.
Della tela si conserva più di un bozzetto con la dedicazione posta sul retro. Uno in Accademia Carrara, un secondo in collezione privata a Crespi d'Adda, mentre un terzo bozzetto fu inizialmente di proprietà di Ernesto Nathan, subendo poi numerosi passaggi. Il politico lo lasciò come eredità a una domestica originaria di Sant'Angelo di Lodigiano, che ne fece dono all'allora parroco don Ambrogio Gerli, il quale lo regalò al vescovo Tarcisio Vincenzo Benedetti. Il 6 marzo 1961 il vescovo Benedetti ne fece omaggio a papa Giovanni XXIII che lo fece esporre nella Ca' Martino di Sotto il Monte, ponendolo poi alla vista di ogni fedele che si avvicina ai locali vissuti dal santo papa. Ognuno di questo bozzetti però non presenta la medesima intensità emozionale del dipinto originale conservato a Roma.

## Descrizione
La storia del martirio racconta che Alessandro, soldato della legione di Tebe fu martorizzato e decapitato il 26 agosto 303 per ordine dell'imperatore Massimiano, a Bergamo nel luogo identificato presso la colonna del Crotacio dove fu poi edificata la basilica di Sant'Alessandro in Colonna, diventando poi il patrono cittadino. La storia vuole che Grata, figlia di Lupo duca longobardo di Bergamo, cristianizzata proprio dalle parole del giovane, ne raccogliesse il capo avvolgendolo in un lenzuolo, mentre dal sangue che veniva versato, nascevano rose e vari fiori profumati, e ponesse poi il corpo acefalo nella sua dimora posta nella parte alta cittadina per edificare poi la chiesa alessandrina. La storia della santa fu poi pubblicata nel 1230 da Pinamonte da Brembate per volontà della badessa Grazia d'Arzago, monaca del convento claustrale di chiesa di Santa Grata in Columnellis in via Arena. Questo evento storico straordinario Loverini ha voluto rappresentato sulla tela, caratteristica non rara nell'artista di voler raccontare una storia.
L'opera conserva nella parte inferiore destra, la firma dell'artista: «P. Loverini 1887». Santa Grata è la protagonista del dipinto. Centrale sulla tela la santa è raffigurata nell'atto di scendere il gradino di pietra dove è posto il corpo acefalo del santo, completamente avvolta in un grande manto blu scuro profilato in oro che pone in ombra anche il suo volto ma di cui traspare lo sguardo amorevole rivolto verso il cielo. L'abito che s'intravede nella parte inferiore è di un blu più chiaro e la copre fino alle caviglie, lo strascico cade gradini di pietra grigia. L'artista ce la presenta dall'aspetto nobile nell'atto di compiere gesti composti ma pieni di patos emotivo. Tra le mani tiene un lenzuolo macchiato dal sangue dove è posta la testa di sant'Alessandro appena recisa di cui s'individua la folta capigliatura e la barba incolta, nel movimento che vuole essere d'amore e di abbraccio raffigurante la pietas cristiana. Sul lato destro inferiore sono presenti alcuni personaggi, testimoni dell'evento, mentre sul lato sinistro vi è raffigurata la colonna del Crotaceo, che pare essere la parte esterna del tempio. I personaggi infatti sono inseriti in un vano chiuso da un arco. Sotto il cielo plumbeo si vede la città torrita di Bergamo, mentre a destra un coro di angeli accompagna con ghirlande e fiori, la salita ai cieli del martire.
Questo lavoro diede a Loverini la possibilità di farsi conoscere e di ottenere grandi committenze in particolare fu Bortolo Longo, che lo aveva apprezzato a commissionargli le cinque pala d'altare presenti nel santuario di Pompei e contemporaneamente a realizzare i bozzetti dell'opera romana.
.